# سیرتوین
سیرتوینها دسته ای از پروتئینها هستند که دارای فعالیت مونو- ADP-ریبوسیل ترانسفراز یا فعالیت داسیلااز، از جمله داستیلاز، دسوسینیلاز، دمالونیلاز، دمیریستوئیلاز و دپالمیتوئیلاز هستند.
نام Sir2 از ژن مخمر silent mating-type information regulation 2 گرفته شده‌است، که مسئول تنظیم سلولی در مخمر است.
از مطالعات درون‌کشتگاهی، سیرتوین‌ها در تأثیر بر فرایندهای سلولی مانند پیری، رونویسی، آپوپتوز، التهاب و مقاومت در برابر فشار و همچنین بهره‌وری انرژی و هوشیاری در شرایط محدودیت کالری نقش دارند. از سال ۲۰۱۸، هیچ مدرک بالینی مبنی بر تأثیر سیرتوئین بر پیری انسان وجود ندارد.
مخمر Sir2 و برخی از آنها، نه همه، سیرتوین‌ها، دی استیلازهای پروتئینی هستند. بر خلاف دیگر استیل‌های پروتئین دی استیلاز، که بقایای استیل - لیزین را به سادگی آبکافت می‌کنند، واکنش غیر استیلاسیون با واسطه سیروتین، استیلاسیون لیزین را به هیدرولیز + NAD زوج می‌کند. این هیدرولیز باعث تولید O-acetyl-ADP-ribose، بستر استیل شده و نیکوتینامید می‌شود که خود مهار کننده فعالیت سیرتوین است. وابستگی سیرتوین به NAD + از طریق سلول NAD +: نسبت NADH، سطح مطلق NAD + , NADH یا نیکوتینامید یا ترکیبی از این متغیرها، فعالیت آنزیمی آنها را مستقیماً به وضعیت انرژی سلول پیوند می‌دهد.
سیروتین‌هایی که هیستون‌های استیل زدایی می‌کنند از نظر ساختاری و مکانیکی از سایر گروه‌های هیستون داستیلاز (کلاس‌های I , IIA , IIB و IV)، که دارای پروتئین برابر دیگری هستند و از Zn 2+ به عنوان یک کوفاکتور استفاده می‌کنند، متمایز هستند.

## تاریخ
تحقیقات در مورد پروتئین سیرتوین در سال ۱۹۹۱ توسط لئونارد گوارانته از مؤسسه فناوری ماساچوست آغاز شد. علاقه به متابولیسم NAD + بعد از کشف شین ایچیرو ایمایی و همکارانش در آزمایشگاه گارنتی در سال ۲۰۰۰ افزایش یافته‌است

## بازدارنده‌ها
فعالیت سیرتوین توسط نیکوتین آمید، که به یک سایت گیرنده خاص متصل می‌شود، مهار می‌شود.